# Прандтль (лунный кратер)
Кратер Прандтль (лат. Prandtl) — большой древний ударный кратер в южном полушарии обратной стороны Луны. Название присвоено в честь немецкого механика и физика Людвига Прандтля (1875—1953) и утверждено Международным астрономическим союзом в 1970 г. Образование кратера относится к нектарскому периоду.

## Описание кратера
Кратер Прандтль расположен в юго-восточной части чаши огромного кратера Планк. Ближайшими соседями кратера являются кратер Фехнер на западе; кратеры Кейо и Пуанкаре на востоке и кратер Гротриан на юго-западе. Селенографические координаты центра кратера 59°37′ ю. ш. 141°32′ в. д. / 59,62° ю. ш. 141,54° в. д., диаметр 87,5 км, глубина 2,8 км.
Кратер имеет полигональную форму в выступом в юго-восточной части и умеренно разрушен. Вал сглажен, но сохранил достаточно четкие очертания, восточная оконечность вала перекрыта приметным кратером. Внутренний склон вала неравномерный по ширине, с остатками террасовидной структуры. Высота вала над окружающей местностью достигает 1430 м, объем кратера составляет приблизительно 8000 км³. Дно чаши относительно ровное, за исключением пересеченной южной части, в восточной части чаши находится приметный кратер. Небольшой подковообразный центральный хребет несколько смещен к юго-западу от центра чаши.

## Сателлитные кратеры
Отсутствуют.